# Grande Prêmio do Canadá de 1973
Resultados do Grande Prêmio do Canadá de Fórmula 1 realizado em Mosport Park em 23 de setembro de 1973. Décima quarta e penúltima etapa do campeonato, nele o norte-americano Peter Revson venceu pela última vez em sua carreira.
Nesse Grande Prêmio, marcou pela primeira vez a entrada do Safety Car na Fórmula 1.

## Classificação da prova
| Pos.    | Nº | Piloto               | Construtor        | Voltas | Tempo/Diferença | Grid | Pontos |
| ------- | -- | -------------------- | ----------------- | ------ | --------------- | ---- | ------ |
| 1       | 8  | Peter Revson         | McLaren-Ford      | 80     | 1:59:04.083     | 2    | 9      |
| 2       | 1  | Emerson Fittipaldi   | Lotus-Ford        | 80     | + 32.734        | 5    | 6      |
| 3       | 17 | Jackie Oliver        | Shadow-Ford       | 80     | + 34.505        | 14   | 4      |
| 4       | 20 | Jean-Pierre Beltoise | BRM               | 80     | + 36.514        | 16   | 3      |
| 5       | 5  | Jackie Stewart       | Tyrrell-Ford      | 79     | + 1 volta       | 9    | 2      |
| 6       | 25 | Howden Ganley        | Iso-Marlboro-Ford | 79     | + 1 volta       | 22   | 1      |
| 7       | 27 | James Hunt           | March-Ford        | 78     | + 2 voltas      | 15   |        |
| 8       | 10 | Carlos Reutemann     | Brabham-Ford      | 78     | + 2 voltas      | 4    |        |
| 9       | 23 | Mike Hailwood        | Surtees-Ford      | 78     | + 2 voltas      | 12   |        |
| 10      | 29 | Chris Amon           | Tyrrell-Ford      | 77     | + 3 voltas      | 11   |        |
| 11      | 11 | Wilson Fittipaldi    | Brabham-Ford      | 77     | + 3 voltas      | 10   |        |
| 12      | 9  | Rolf Stommelen       | Brabham-Ford      | 76     | + 4 voltas      | 18   |        |
| 13      | 7  | Denny Hulme          | McLaren-Ford      | 75     | + 5 voltas      | 7    |        |
| 14      | 26 | Tim Schenken         | Iso-Marlboro-Ford | 75     | + 5 voltas      | 24   |        |
| 15      | 4  | Arturo Merzario      | Ferrari           | 75     | + 5 voltas      | 20   |        |
| 16      | 12 | Graham Hill          | Shadow-Ford       | 73     | + 7 voltas      | 17   |        |
| 17      | 16 | George Follmer       | Shadow-Ford       | 73     | + 7 voltas      | 13   |        |
| 18      | 24 | José Carlos Pace     | Surtees-Ford      | 72     | + 8 voltas      | 19   |        |
| NC      | 18 | Jean-Pierre Jarier   | March-Ford        | 71     | + 9 voltas      | 23   |        |
| NC      | 28 | Rikky von Opel       | Ensign-Ford       | 68     | + 12 voltas     | 26   |        |
| Ret     | 21 | Niki Lauda           | BRM               | 62     | Transmissão     | 8    |        |
| Ret     | 0  | Jody Scheckter       | McLaren-Ford      | 32     | Colisão         | 3    |        |
| Ret     | 6  | François Cevert      | Tyrrell-Ford      | 32     | Colisão         | 6    |        |
| Ret     | 15 | Mike Beuttler        | March-Ford        | 20     | Motor           | 21   |        |
| Ret     | 2  | Ronnie Peterson      | Lotus-Ford        | 16     | Suspensão       | 1    |        |
| Ret     | 19 | Peter Gethin         | BRM               | 5      | Bomba de óleo   | 25   |        |
| Fontes: |    |                      |                   |        |                 |      |        |

## Tabela do campeonato após a corrida
| Var.    | Pos. | Piloto             | Pontos |
| ------- | ---- | ------------------ | ------ |
|         | 1    | Jackie Stewart     | 71     |
|         | 2    | Emerson Fittipaldi | 54     |
|         | 3    | François Cevert    | 47     |
|         | 4    | Ronnie Peterson    | 43     |
|         | 5    | Peter Revson       | 36     |
| Fontes: |      |                    |        |

| Var.    | Pos. | Construtor   | Pontos  |
| ------- | ---- | ------------ | ------- |
| 1       | 1    | Lotus-Ford   | 83 (87) |
| 1       | 2    | Tyrrell-Ford | 82 (86) |
|         | 3    | McLaren-Ford | 55      |
|         | 4    | Brabham-Ford | 18      |
|         | 5    | Ferrari      | 12      |
| Fontes: |      |              |         |

- Nota: Somente as primeiras cinco posições estão listadas e o campeão mundial de pilotos surge destacado em negrito. Em 1973 os pilotos computariam sete resultados nas oito primeiras corridas do ano e seis nas últimas sete. Neste ponto esclarecemos: na tabela dos construtores figurava somente o melhor colocado dentre os carros do mesmo time.